# Сельское поселение Ильинское (Орехово-Зуевский район)
Се́льское поселе́ние Ильи́нское — упразднённое муниципальное образование в Орехово-Зуевском районе Московской области России. 10 января 2018 года его территория вошла в новообразованный городской округ Ликино-Дулёво. 
Административный центр — село Ильинский Погост.
Глава сельского поселения — Орлова Ольга Васильевна. Адрес администрации сельского поселения: 142651, Московская область, Орехово-Зуевский район, с. Ильинский Погост, ул. Совхозная, д.10.
Площадь территории сельского поселения — 18 712 га.

## Население
| 2006  | 2007  | 2008  | 2009  | 2010  | 2011  |
| ----- | ----- | ----- | ----- | ----- | ----- |
| 4461  | ↘4311 | ↘4277 | ↘4257 | ↘4017 | ↘3950 |
| 2012  | 2013  | 2014  | 2015  | 2016  | 2017  |
| →3950 | ↘3871 | ↘3775 | ↘3690 | ↘3599 | ↘3534 |
| 2018  |       |       |       |       |       |
| ↘3453 |       |       |       |       |       |

Крупные населённые пункты:
- село Ильинский Погост — 1700 человек;
- село Абрамовка — 503 человека.

## Состав сельского поселения
| Вид     | Наименование     | Население, чел. (2010) |
| ------- | ---------------- | ---------------------- |
| деревня | Абрамовка        | 472                    |
| деревня | Ащерино          | 41                     |
| деревня | Барышово         | 35                     |
| деревня | Беззубово        | 132                    |
| деревня | Ботагово         | 69                     |
| деревня | Вантино          | 90                     |
| деревня | Внуково          | 70                     |
| деревня | Давыдовская      | 12                     |
| деревня | Зевнево          | 101                    |
| деревня | Иванищево        | 10                     |
| деревня | Игнатово         | 81                     |
| село    | Ильинский Погост | 1611                   |
| деревня | Костенёво        | 41                     |
| деревня | Круглово         | 14                     |
| деревня | Максимовская     | 23                     |
| деревня | Мосягино         | 11                     |
| деревня | Писчёво          | 0                      |
| деревня | Пичурино         | 78                     |
| деревня | Поминово         | 115                    |
| деревня | Сенькино         | 80                     |
| деревня | Слободище        | 234                    |
| деревня | Старово          | 88                     |
| деревня | Степановка       | 253                    |
| деревня | Столбуново       | 16                     |
| деревня | Устьяново        | 76                     |
| деревня | Цаплино          | 168                    |
| деревня | Чичёво           | 11                     |
| деревня | Юрятино          | 85                     |